# 二碳酸-1,4-苯醌酯
二碳酸四羟基-1,4-苯醌酯也称为“二碳酸四羟基对苯醌酯”是一种有机碳氧化物，其分子式为C8O8。每分子该化合物都由一分子四羟基-1,4-苯醌（可视为四个氢原子都被羟基取代的对苯醌）与两分子碳酸酯化的产物。

## 历史
二碳酸四羟基-1,4-苯醌酯与三碳酸苯六酯一同由C. Nallaiah于1984年首先合成。这两种化合物是在四氢呋喃溶液中合成的。